# 우주법
우주법은 국제 및 국내 계약, 규칙 및 원칙을 모두 포함하는 우주 관련 활동을 규율하는 법의 본체이다. 우주법의 변수에는 우주 탐사, 손상에 대한 책임, 무기 사용, 구조 노력, 환경 보존, 정보 공유, 신기술 및 윤리가 포함된다. 행정법, 지적재산권법, 무기통제법, 보험법, 환경법, 형법, 상법과 같은 다른 법률 분야도 우주법에 통합되어 있다.
우주법의 기원은 1919년으로 거슬러 올라간다. 국제법은 자국 영토 바로 위의 영공에 대한 각 국가의 주권을 인정했으며, 이후 1944년 시카고 협약에서 강화되었다. 1957년 소련이 세계 최초의 인공위성인 스푸트니크 1호를 발사하자 미국 의회는 우주법을 통과시켜 미국항공우주국(NASA)을 창설했다. 우주 탐사는 초국가적 경계를 넘어야 했기 때문에 우주법이 전통적인 항공우주법에서 독립된 분야가 된 것은 이 시대였다.
냉전 이후 달과 기타 천체를 포함한 우주 공간의 탐사 및 이용에 관한 국가 활동을 규율하는 원칙에 관한 조약(이하 "우주 조약")과 국제 전기 통신 연합(International Telecommunication Union)이 헌법적 법적 틀 역할을 해왔다. 그리고 우주법을 구성하는 일련의 원칙과 절차를 마련했다. 또한 COPUOS(United Nations Committee on the Peaceful Uses of Outer Space)는 법률, 과학 및 기술 소위원회와 함께 국제 우주법 및 정책 문제를 논의할 책임이 있다. UNOOSA(United Nations Office for Outer Space Affairs)는 위원회의 사무국 역할을 하며 광범위한 회의 및 역량 강화 프로그램을 통해 모두를 위한 우주 접근을 촉진하고 있다. 우주법이 앞으로도 계속 직면하게 될 도전 과제는 국내 규정 준수, 국제 협력, 윤리 및 과학적 혁신의 도래에 걸쳐 네 가지이다. 더욱이 영공의 정의에 대한 특정 지침은 아직 보편적으로 결정되지 않았다.

## 같이 보기
- 증거기반정책
- 민간 우주 비행
- 우주 조약